# Ca les Corts
Ca les Corts, o l'edifici del raval de santa Anna, 29, és un habitatge del municipi de Reus (Baix Camp) inclòs en l'Inventari del Patrimoni Arquitectònic de Catalunya com a Bé Cultural d'Interès Local.

## Descripció
És una casa amb planta baixa comercial, entresòl i tres plantes d'habitatges. Fa cantonada amb el carrer de Santa Anna. La distribució i composició de la façana i de la casa és racionalista. La solució de la cantonada està molt ben planificada, tant en el que fa referència a la tribuna, que ocupa tres plantes volades, com en els tancaments corresponents. Cal destacar la fornícula existent a l'entresòl, amb una imatge de santa Anna amb la Mare de Déu petita, situada al xamfrà. Aquest edifici és un dels exemplars més significatius de la topografia urbana de Reus que pertanyen al racionalisme. A l'entresòl hi ha dos finestres al raval i quatre al carrer de Santa Anna.

## Història
Aquesta casa ocupa el lloc de l'antic Portal de Santa Anna, de la muralla de Reus. El projecte és de l'any 1935-1936, però no es va dur a terme fins després de la guerra civil, perquè la casa anterior havia estat derruïda per un bombardeig. L'arquitecte va ser Antoni Sardà. La casa és semblant a d'altres que Sardà va projectar en aquella època, la casa d'Hipòlit Montseny i la de Prat de la Riba, 14, totes amb planta baixa, entresòl i tres pisos, cantoneres, i la tribuna semicircular que vincula les dues façanes que donen a carrers diferents.